# تاش فراش
تاشْ فَرّاش، سپهسالار و امیر نامدار ایرانی دوران غزنوی در اواسط قرن یازدهم میلادی بوده‌است. او را از حکام زمان سلطان مسعود غزنوی برشمرده‌اند. در سال ۱۰۳۱ میلادی، توسط سلطان مسعود به عنوان فرماندار ناحیه جبال منصوب شد. در سال ۱۰۳۴، سلطان مسعود تاشْ فَرّاش را به لشکرکشی علیه تُرکْمَن‌های ری فرستاد، که باعث ایجاد آشوب و درگیری در آن منطقه شد، تاش فَرّاش موفق شد ترکمن‌ها را شکست دهد و ۵۰ تن از سران آن‌ها را که یکی از افراد برجسته به نام «یاغمور» در میان آنان بود، اعدام کند. با این حال، استبداد و تندروی‌های تاش فَرّاش نسبت به ساکنان ناحیه جبال باعث شد سلطان مسعود «ابوسهل احمد بن حسن حمدوی» را به عنوان فرماندار منطقه جایگزین او کند. بعدها تاش فَرّاش به لشکرکشی دیگری علیه ترکمن‌ها اعزام شد، اما در اواسط دهه ۱۰۳۰ توسط آن‌ها شکست خورد و کشته شد.